# Piero Slongo
Piero Slongo (Mogliano Veneto, 7 novembre 1928 – Treviso, 25 dicembre 2015) è stato un pittore italiano.

## Biografia
Piero Slongo è stato un pittore, prevalentemente di paesaggi, con uno stile personale che prende spunto dalla grande scuola paesaggistica veneta.

Autodidatta di formazione, il suo talento naturale si sviluppa grazie alla costante frequentazione di esposizioni artistiche, in primo luogo la Biennale di Venezia, dove ha potuto ammirare fin da giovane le opere dei grandi artisti del Novecento.
 
Il suo esordio avviene alla fine degli anni '50, quando espone presso varie collettive a Venezia e nel trevigiano; di particolare importanza sono state le esperienze alla 49ª esposizione dell'Opera Bevilacqua La Masa (Venezia, 1961) e al Premio Burano del '69 e '70, dove vince il primo premio in entrambe le edizioni.
 
Risale al 1974 tuttavia, l'evento che darà la svolta decisiva alla sua pittura: in quell'anno è organizzata a Treviso una mostra antologica su Gino Rossi: Slongo assorbe l'essenza dell'impressione e il marcato cromatismo, pur rimanendo essenziale nel linguaggio e semplice nella comprensione. Da qui Slongo si dedicherà maggiormente al paesaggio, che interpreterà con una gamma cromatica del tutto originale. Naturalmente la formazione parte da lontano attraverso la disamina di artisti quali per esempio Oskar Kokoschka, Vincent van Gogh e Chaïm Soutine.

Il Maestro Slongo lungo la personale maturazione pittorica, attraverso l'utilizzo del colore, ha carpito i concetti della Metafisica cogliendo gli insegnamenti impliciti dalle marine di Carlo Carrà ricche di significati inerenti alla profondità dell'anima (di conseguenza lungi dalla corrente più conosciuta elaborata da Giorgio De Chirico, caratterizzata da scene al di fuori del tempo in molteplici punti di fuga incongruenti tra loro).
 
Tra i suoi soggetti preferiti: la campagna trevigiana, la Rocca di Asolo, i Castelli di Monfumo, i Colli Berici, i fiumi, gli ulivi e Burano. A questi sono da segnalare le tematiche dei fiori, delle nature morte e dei ritratti.
 
Piero Slongo ha partecipato a innumerevoli premi pittorici, mostre collettive e mostre personali in Italia e all'estero. È molto amato dal pubblico e dalla critica specializzata: Paolo Rizzi, Vittorio Sgarbi, Roberto Joos, Mario Stefani, Giulio Gasparotti, Alain Chivilò, Guglielmo Gigli, Alberto Gianquinto.
 
Il Maestro Slongo fu segnalato per la prima volta da Vittorio Sgarbi durante l'edizione del 2000 di Arte Padova, come uno tra i tre più interessanti artisti presenti fra quelli meno conosciuti al grande pubblico. Successivamente dopo varie esposizioni intercorse negli anni, nel 2009 con la mostra "Paesaggi" l'artista ritrova il critico ferrarese. Successivamente nel 2011 il critico Vittorio Sgarbi decise di invitare Piero Slongo al Padiglione Italia della LIV Esposizione internazionale d'arte di Venezia alle Tese delle Vergini nell'Arsenale.

## Mostre personali
Tra le più importanti mostre personali troviamo:
- 1967, Galleria Piranesi, Mogliano Veneto (TV)
- 1971, Galleria Sant'Angelo, Venezia
- 1980, Galleria L'Alfiere, Padova
- 1992, Antologica a Mogliano Veneto (TV)
- 2002, Ca' dei Carraresi, Treviso
- 2009, Ca' da Noal, Treviso
- 2013 Palazzo Farnese, Ortona
- 2014 Palazzo delle Prigioni, Venezia
- 2015 Villa Orsini, Scorzè
- 2016 Galleria Civica d'Arte Moderna e Contemporanea, San Donà di Piave
- 2016 Abbazia, Mogliano Veneto

## Mostre collettive e premi
Tra le più importanti mostre collettive e premi troviamo:
- 1961, 49ª esposizione Bevilacqua La Masa, Venezia
- 1969, Premio Burano (VE)
- 1970, Premio Burano (VE)
- 1972, Pordenone
- 1997-2001, ArtePadova, Padova
- 2010, Premio Arciere, Sant'Antioco (CI)
- 2010, Festival dei Due Mondi, Spoleto (PG)
- 2011, 54ª Biennale d'Arte di Venezia, Padiglione Italia, Venezia
- 2015, Ars celare artem, Ca' dei Carraresi, Treviso